# 7th Issue
7th Issue es el tercer álbum de estudio hecho por el músico coreano Seo Taiji. A pesar de que es el tercer álbum solista de Seo, algunos se refieren a él como su séptimo contando los cuatro álbumes lanzados por Seo Taiji and Boys[cita requerida]. A pesar de que el álbum fue un éxito comercial con 482,066 copias vendidas, no alcanzó el éxito de los anteriores dos. "Live Wire" ganó en el 2004; el Mnet Asian Music Award for Best Rock Performance.

## Trasfondo
Seo Taiji explicó que debido a que era curioso y quería probar varios estilos de música, el estilo en 7th Issue es "sensitive-core, el cual es hardcore que hace énfasis en las melodías. Quise sacar a luz el lado sensible, y en particular,  expresar el dolor de las personas." Las canciones recaen en asuntos sociales, como la discriminación sexual, la industria musical, y los acosadores.
En vez de tocar cada instrumento como en sus dos anteriores álbumes, Seo reunió a los músicos japoneses J (Luna Mar), K.A.Z. e I.N.A (ambos de Hide with Spread Beaver) para contribuir al álbum además de otros. El guitarrista Top y el baterista Heff Holter continuarían como parte de la banda de apoyo en las presentaciones en vivo. Los instrumentos de cuerda en la canción "0 (Zero)" fueron preparados por Takayuki Hattori (Face Music). Muchos de los seguidores de Seo notaron que el CD entero sonaba como una sola canción larga. Esto se debe a que la mayoría de las canciones están escritas en afinación Drop C con similares estructuras de acordes.

## Canciones
"Heffy End" es quizás la canción más conocida del álbum. Es esencialmente una triste canción de amor donde una mujer, de forma obsesiva, acosa y limita su amante. A pesar de que el título "Heffy End" podría indicar un poco de ironía, y Taiji justifica su desviado amor de la pauta utilizando expresamente de forma mal escrita "Heffy."  También cabe indicar que el nombre del baterista es Heff Holter.
"Nothing" comienza con la voz de un hombre burlándose de los derechos de las mujeres en Corea. La voz comenta que el sexismo se está convirtiendo en un problema debido a cosas como campañas de derechos de la mujer, pero no está de acuerdo con los esfuerzos que las mujeres ponen para que las mujeres se ubiquen en un nivel más alto que los hombres en la sociedad (coreana). Sin embargo, uno debe notar que Taiji ha puesto esto como sarcasmo, o para reflejar lo que la mayoría de los hombres están pensando en Corea del Sur.
"Victim" es una canción sobre la discriminación femenina. La canción causó controversia, siendo prohibida por la Munhwa Broadcasting Corporation
"Live Wire" es una canción que celebra la libertad musical. Taiji saluda a sus fanes "Tú me sientes aquí, vengo a mostrarte amor", refiriéndose a su devoción inquebrantable a la música. Las letras contienen muchos recursos poéticos; el motivo general es el sentimiento del rock.
"Robot" cuenta una historia sobre un niño, o el propio Taiji, que es destruido por la crueldad que existe en la actual sociedad digitalizada. Después de que él ha dejado de comprobar su altura en la puerta con su madre, siente que sus emociones se han ido y solo puede pensar "ilógicamente"; Donde la metáfora "lógica" de la visión de Taiji significa cosas que son emocionales y analógicos, lo que sus fanes pueden captar fácilmente de sus obras anteriores.
"October 4th" representa un cambio en su habitual estilo de heavy metal. También, si se expresa en forma numérica, el 4 de octubre sería 1004, que se lee "천사" (chun-sa, donde chun es mil y sa), y que la lectura de lo mismo significa "ángel". La canción es conducida ligeramente por dos guitarras, una que toca los acordes en los ritmos complejos y el otro toca una línea repetitiva (incluso pegadiza) de la melodía. Más tarde hace una transición en un conjunto completo con percusión pesada y un bajo. Las letras pensativas cuentan la historia de un hombre cuya mente está inundada de recuerdos de un amor perdido. Todavía lamenta haberla perdido, pero reconoce que es "como un zorro" (en la cultura coreana, alguien que es como un zorro es astuto y engañoso). Al final, disfruta de aferrarse a los recuerdos y mira a su antiguo amante de lejos, comentando cómo es más hermosa que nunca.
El título "F.M Business" significa "Fucked Up Music Business" como sugiere la letra. La canción "muestra la industria de la música altamente comercial de Corea" y la "frustración de Seo por tener que volver a un negocio sucio que dejó debido a sus dudas al respecto". Taiji hace varias acusaciones con respecto a la dirección actual de la música pop coreana se dirige. A principios de los 90, Taiji introdujo el concepto de música "americana", como Hip-hop y Rock. Su ideología lo hace detestar la tendencia actual en la escena musical coreana. Según Taiji, los grupos de ídolos (también conocidos como "boybands") nacieron con el único propósito de sacar provecho de la música. Si bien admite haber cometido el mismo error en el pasado, está más preocupado por pedir a los músicos que se miren a sí mismos ("Tú y yo ... ¿por qué estamos cara a cara aquí? ¿para vender mi alma y música? ¿Hacer dinero? ").
"0" es una canción de rock sinfónico que abarca cinco minutos y treinta segundos, la canción más larga del álbum. A diferencia de las otras canciones, que siguen una fórmula sencilla con acordes de guitarra y una melodía memorable, 0 (Zero) consiste en una composición notablemente más compleja. Una canción exigente que muestra el dominio de Taiji en la escritura musical, así como la resistencia cuando se realiza en vivo, que cuenta con guitarras de distorsión, así como riffs de guitarra limpia durante la voz y la parte de armonización. Los instrumentos de cuerda fueron preparados por Takayuki Hattori de Face Music.

## Recepción
7th Issue fue un éxito comercial, vendiendo 482.066 copias hasta enero de 2005.
"Live Wire" ganó el Mnet Asian Music Award for Best Rock Performance. en 2004.

## Lista de canciones
Todas las canciones escritas y compuestas por Seo Taiji. 
| N.º | Título                 | Duración |  |
| 1.  | «Intro»                | 1:01     |  |
| 2.  | «Heffy End»            | 3:22     |  |
| 3.  | «Nothing»              | 0:17     |  |
| 4.  | «Victim»               | 3:30     |  |
| 5.  | «DB»                   | 0:36     |  |
| 6.  | «Live Wire»            | 3:53     |  |
| 7.  | «Robot» (로보트)       | 5:01     |  |
| 8.  | «Down»                 | 0:24     |  |
| 9.  | «October 4» (10월 4일) | 3:43     |  |
| 10. | «F.M Business»         | 4:02     |  |
| 11. | «0 (Zero)»             | 5:31     |  |
| 12. | «Outro»                | 2:09     |  |

## Personal
- Seo Taiji − vocales, guitarra, bajo, arreglos, programación de computadoras, edición digital, mezcla, producción ejecutiva
- Top − guitarra, arreglos
- K.A.Z − guitarra
- J − bajo
- Heff Holter − batería
- I.N.A − arreglos, programación de computadoras, edición digital
- Takayuki Hattori − arreglos en instrumentos de cuerdas y conducción en la canción 11
- Josh Wilbur − grabación, mezcla
- Teruaki Kitagawa − grabación de instrumentos de cuerdas
- Eric Westfall − reabastecimiento de guitarras